# Александровка 2-я (Липецкая область)
Александровка 2-я (Вторая) — деревня в Добринском районе Липецкой области России. Входит в состав Мазейского сельского поселения.

## История
Деревня была сельцом владельческим. Располагалась на прудах.
На карте Менде указана как Александровка.
До революции входило в Усманский уезд Тамбовской губернии. По данным на 1859 год в деревне насчитывалось 21 двор и проживало 270 человек.
В окрестностях деревни обнаружен старинный межевой знак.

## Объекты культурного значения
- Курган  исторический памятник (региональный)
- Курганная группа (4 насыпи)  исторический памятник (региональный)